# Лефе
 Тази статия е за града в Италия.  За белгийската абатска бира вижте Лефе (бира).  
Лефе (на италиански: Leffe) е град и община в Северна Италия.

## География
Градът е разположен в провинция Бергамо в област (регион) Ломбардия. Население 4749 жители към 1 януари 2009 г.

## Спорт
Градът има футболен отбор, който е обединен със съседния град Албино. Отборът носи името на двата града УК Албинолефе. Дългогодишен участник е в италианската Серия Б.